# بلافدل (یوتا)
بلافدل (به انگلیسی: Bluffdale) شهری در ایالت یوتا کشور ایالات متحده آمریکا است که جمعیت آن در سرشماری سال ۲۰۱۰ میلادی، ۷٬۵۹۸ نفر بوده‌است.